# Marie Jensen
Marie Jensen   (Würzburg, 1845 - Prien am Chiemsee, 1921) va ser una retratista alemanya.

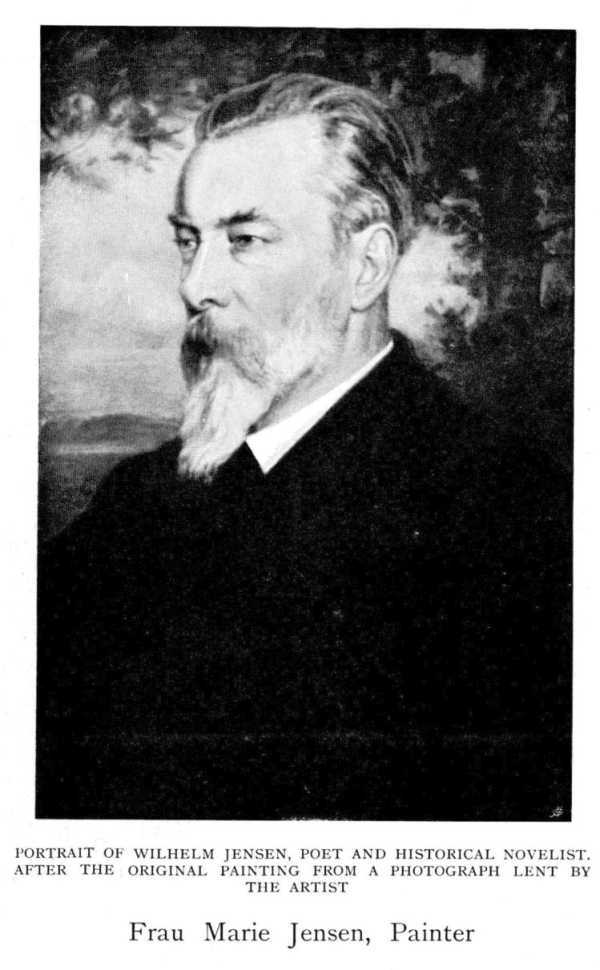
Retrat de Wilhelm Jensen

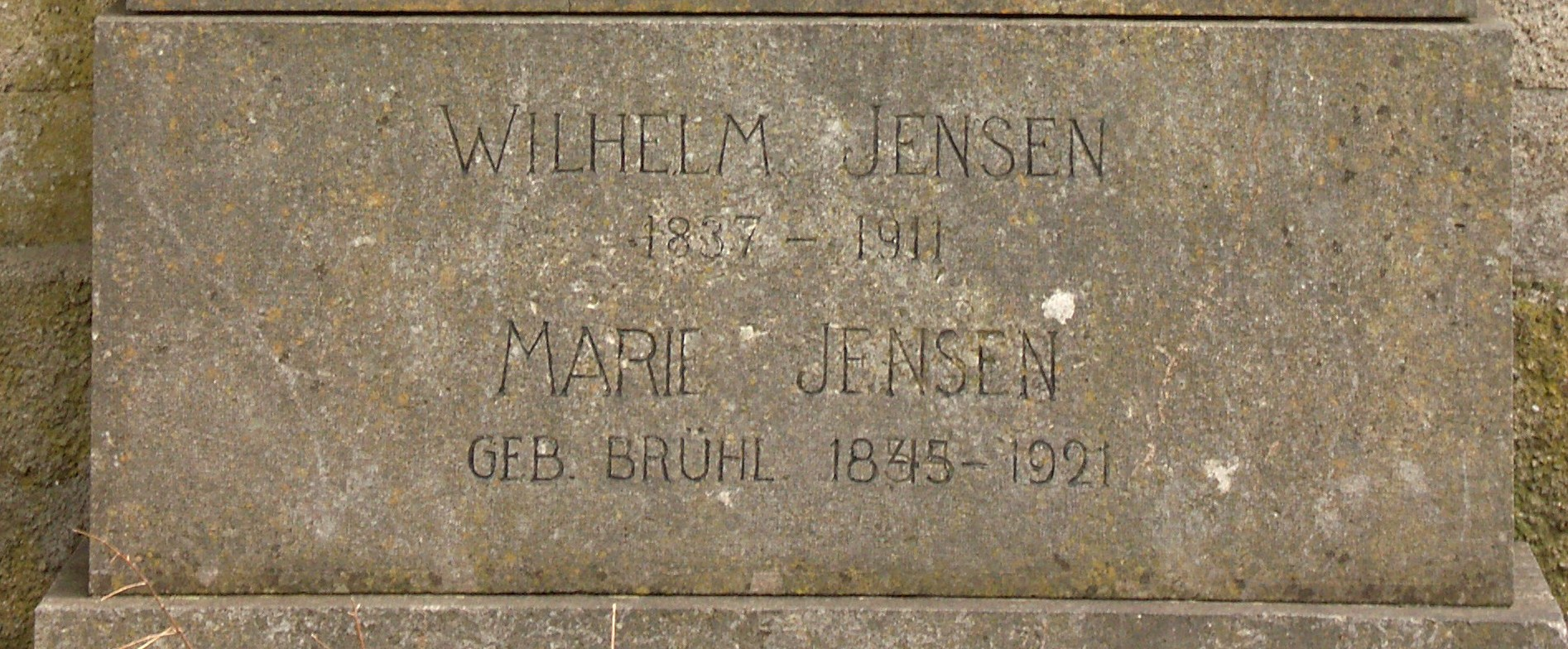
Dates de naixement i mort de la parella Jensen a la seva tomba a Fraueninsel

Jensen va néixer a Würzburg com a filla de l'escriptor alemany Johann agost Moritz Bruehl (1819–1877). El 1865 es va casar amb el poeta i novel·lista històric Wilhelm Jensen a Viena, el retrat del qual va pintar.
Es va incloure al llibre Dones pintores del món. La parella va tenir sis fills, dels quals quatre van sobreviure. La parella va viure primer a Stuttgart, i després es va traslladar a Kiel, on va néixer la seva filla petita Katharina (més tard es va casar amb Ernst, príncep de Saxe-Meiningen, i va tenir sis fills). El 1872 es van traslladar a Friburg on van conèixer el paisatgista Emil Lugo, que va fer 50 làmines per al seu llibre sobre els voltants de Friburg i la Selva Negra. Quan els Jensen es van traslladar a Munic, Lugo els va acompanyar, i quan van passar els estius a Fraueninsel, ell també els va acompanyar. Marie està enterrada allà amb el seu marit sota una làpida de l'artista Bernhard Bleeker al costat de la tomba d'Emil Lugo.